# Shūeisha
Shūeisha (集英社), és una editorial famosa al Japó, fundada per Shogakukan. Les seves oficines centrals estan a Tòquio. La companyia va ser fundada el 1925com la divisió editorial d'entreteniment de l'editorial japonesa Shogakukan. L'any següent es va convertir en una editorial independent. Shūeisha va crear després Hakusensha, que es convertiria també en una de les editorials més importants del Japó.
Shūeisha publica la revista de manga mes venuda des de 1968: Weekly Shonen Jump, i des de 1971 organitza el Premi Tezuka al Japó. Shūeisha, juntament amb Shogakukan és propietària de Viz Media, que publica mangues per a ambdues companyies en Estats Units i Llatinoamèrica, i així com les seves llicències i els seus doblatges i DVD's per a TV.

## Revistes de manga publicades

### Shōnen
- Akamaru Jump
- Jump SQ
- Shōnen Jump mensual
- Shōnen Jump setmanal
- V Jump

### Seinen
- Business Jump
- Super Jump
- Oh! Super Jump
- Ultra Jump
- Young Jump

### Shōjo
- Cookie
- Margaret
- Bessatsu Margaret
- Ribon

### Josei
- Chorus (magazine)
- YOU (revista)
- Office YOU

### Light Novels
- Shosetsu Subaru
- Cobalt